# Bisdom Limón
Het bisdom Limón (Latijn: Dioecesis Limonensis) is een rooms-katholiek bisdom met als zetel Puerto Limón, in Costa Rica. Het bisdom is suffragaan aan het aartsbisdom San José de Costa Rica.

## Geschiedenis
Het bisdom werd opgericht op 16 februari 1921, als het apostolisch vicariaat Limón, uit delen van het nieuw verheven aartsbisdom San José de Costa Rica. Op 30 december 1994 werd het verheven tot bisdom. 

## Parochies
Het bisdom had in 2021 een oppervlakte van 9.189 km2 en telde 465.140 inwoners waarvan 71,7% rooms-katholiek was.

## Bisschoppen
- Agustín Blessing Presinger (16 december 1921 - 1 februari 1934)
- Karl Albert Wollgarten (28 januari 1935 - 28 april 1937)
- Johann Paul Odendahl Metz (10 februari 1938 - 13 januari 1957)
- Alfonso Hoefer (Höfer) Hombach (7 januari 1958 - 15 november 1979)
- Alfonso Coto Monge (7 maart 1980 - 30 december 1994)
- José Francisco Ulloa Rojas (30 december 1994 - 24 mei 2005)
- José Rafael Quirós Quirós (2 december 2005 - 4 juli 2013)
- Javier Gerardo Román Arias (21 maart 2015 - heden)